# Micrelenchus caelatus bakeri
Micrelenchus caelatus bakeri es una subespecie de molusco gasterópodo de la familia Trochidae. 

## Distribución geográfica
Se encuentra en Fiordland, Isla Sur de Nueva Zelanda.